# Panteón Rococó
Panteón Rococó és un grup de música ska de la Ciutat de Mèxic format el 1995. Va agafar el seu nom de l'obra teatral d'Hugo Argüelles El cocodrilo solitario del panteón rococó.
El seu estil enèrgic es caracteritza per la fusió de ritmes, des de l'ska fins al punk rock passant pel rock, la salsa, el mariachi, el reggae i la música folklòrica mexicana. Panteón Rococó ha tocat en grans esdeveniments com a l'Estadi Olímpic Universitari i en concerts en suport a l'Exèrcit Zapatista d'Alliberament Nacional.

## Discografia

### Àlbums d'estudi
- 1997: Toloache pa' mi negra (demo)
- 1999: A la izquierda de la Tierra
- 2002: Compañeros musicales
- 2004: Tres veces tres
- 2007: Panteón Rococó
- 2010: Ejército de paz
- 2012: Ni carne ni pescado
- 2019: Infiernos
- 2021: Ofrenda

### Àlbums en directe
- 2005: 10 años: Un panteón muy vivo
- 2015: XX años